# 레이디×버틀러!
레이디×버틀러!(일본어: れでぃ×ばと!)는 그와 그녀의 소환마법 등을 집필한 일본의 소설가인 코즈키 츠카사가 집필하고 무뉴가 일러스트 삽화를 담당한 소설로, 전격 문고를 통해 2006년 9월부터 연재되고 있다. 일본에서의 원제는 본 명사를 약칭화한 레디×바토!이지만 대한민국에서 발간된 정식 한국어판에서는 약칭화 하지 않고 그대로 레이디×버틀러!라는 타이틀을 사용하고 있다.
소설을 바탕으로 하여 만화가인 네코야시키 네코마루에 의해 아스키 미디어 웍스의 연재 잡지인 《전격 모에 왕》에 만화가 2008년 6월부터 연재되기 시작하였으며 2009년 9월에는 드라마 CD가 발매되었다. 이어 2010년 1월부터 3월까지 XEBEC에 의해 총 12화로 애니메이션이 제작되어 방송되기도 하였다.

## 스토리
초등학생이던 무렵 돌아가신 부모님을 대신해 작은아버지의 집에서 머무르던 히노 아키하루는 어느 날 텔레비전을 통해 봤던 초 명문 여학교인 하쿠레이료 학원에 신설된 시종육성과 과정에 편입하기로 결의하고 입학 시험에 합격한다. 그러나 험악한 외모로 의도하지 않게 학생들이 그를 무서워하게 만들어버린 무렵 초등학생 시절 같은 반 친구로 그에게 수많은 트라우마를 양산한 사이쿄 토모미와 재회한다. 세르니아 이오리 프레임하트에게는 불가항력으로 벌어진 일 때문에 수상한 사람 취급을 받으며 쫓기게 되는 입장에 처하게 되는 등 여러모로 꼬이는데... 그렇지만 아키하루는 조금씩 학교에 익숙해지기 시작하고 주위의 인간 관계도 서서히 변화해 나가기 시작한다.

## 등장인물
이름의 한글 표기는 한국어 정식 발행판을 기준으로 한다.

### 주요 인물
히노 아키하루(일본어: 日野 秋晴)
성우 - 오키즈 카즈유키
하쿠레이료 학원 고등부 1-C 종육과 소속 / 신장 175 체중 70 / 5월 6일
이 작품의 주인공으로 오른쪽 귀에는 안전핀 3개를 피어스로 하는 등 불량한 외모이지만 가정적인 형편은 그다지 좋지 못하다. 어릴 적 동급생이었던 토모미로부터 트라우마가 마구 주입된 적이 있어 그녀에게 두려움을 느끼며 불량한 외모로 인해 전학 후 첫 대면인 여학생들을 실신하게 하는 등 여러 가지 사고나 오해로 인해 여학생들로부터는 졸지에 적으로 인식되고 있지만 특유의 인품으로 아키하루에게 호의를 가지고 있는 여학생도 적지 않다.
사이쿄 토모미(일본어: 彩京 朋美)
성우 - 카와스미 아야코
하쿠레이료 학원 고등부 1-C 상육과 소속 / 신장 162 쓰리 사이즈 B80 W57 H81 / 8월 24일
붉은 빛을 띄는 흑발에 어깨 언저리 즈음까지 내려오는 단발의 우등생 소녀로 아키하루의 어릴 적 동급생이자 소꿉 친구이다. 어릴 적 아키하루에게 수많은 트라우마를 안겨 준 적이 있으며, 당시에는 서민이었던데다가 이름의 성도 스즈하시(鈴橋)였지만 모친의 재혼으로 성이 바뀌는 것은 물론 하루 아침에 세계적인 대기업 회장의 딸이 되어 아키하루와 재회하였다. 상육과에서는 수석의 위치에 있을 정도로 우등생이지만 내면에는 음험한 본성을 보유하고 있다.
세르니아 이오리 프레임하트(일본어: セルニア 伊織 フレイムハート 영어: Sernia Iori Flameheart)
성우 - 나카하라 마이
하쿠레이료 학원 고등부 1-C 상육과 소속 / 신장 168 쓰리 사이즈 B88 W60 H87 / 12월 24일
영국 굴지의 명문 귀족 가문의 직계 혈통인 일본 · 영국 혼혈인 소녀로 단아한 용모로 모두의 시선을 끌지만 커다랗게 돌돌 말려있는 헤어스타일 때문에 아키하루에게는 언제나 '드릴' 취급을 받고 있다. 아키하루와는 언제나 티격태격 하고 있으나 토모미와의 관계에 대해 질투를 느끼는 등 자기 자신으로서의 자각은 얕지만 호의를 안고 있는 모습을 보인다.

### 학원 내 상육과 학생
오우사와 미미나(일본어: 桜沢 みみな)
성우 - 히다카 리나
하쿠레이료 학원 고등부 2-A 상육과 소속 / 신장 138
19세로 심장병으로 인해 진학이 늦어 2학년에 재학 중인 소녀이다. 외관은 영락없는 초등학생의 모습으로 자기 자신을 '미미나'라고 3인칭화하여 가리키고 있다. 그림을 그리는 것을 매우 좋아하고 천재적인 그림 실력 또한 보유하고 있어 주위에 기대를 많이 받고 있지만 자신은 오히려 그것에 대해 많은 압박을 느끼고 있다.
훠우 스이란(일본어: 鳳 水蘭)
성우 - 하야미 사오리
하쿠레이료 학원 고등부 1-A 상육과 소속 / 신장 183 쓰리 사이즈 B85 W62 H85
중국계 혼혈 소녀로 내성적이지만 마음은 상냥한 성격이다. 세르니아와는 사이가 좋으며 함께 동행하는 경우 또한 많다. 과거에 아키하루와 무언가의 접점이 있었던 것으로 보인다.
시키카가미 사오리(일본어: 四季鏡 沙織)
성우 - 고토 유코
하쿠레이료 학원 고등부 3-C 상육과 소속 / 신장 167 쓰리 사이즈 B92 W58 H87
사나에의 언니로 뛰어난 미모를 소유한 하쿠레이료 학원 내의 미소녀들 가운데에서도 그 정점에 위치해 있을 정도로 미모가 뛰어나다. 친가를 위해 재벌 집안에 시집을 가려고 하였으나 사나에의 만류와 설득으로 접게 된다. 그리고 옷을 벗는, 기이한 버릇을 지녀 주위 사람들을 당혹하게 하나 본인은 전혀 개의치 않는 듯 하다
아이셰 하딤(일본어: アイシェ ハディム 영어: Ayse Khadim)
성우 - 하나자와 카나
하쿠레이료 학원 고등부 2-A 상육과 소속 / 신장 159 쓰리 사이즈 B78 W52 H76
중동의 모 국가에서 온 유학생으로 '아프람 교'라는 종교의 신자이기도 하다. 세계적으로도 손꼽히는 대단한 재벌의 따님으로 보이며 자신의 알몸을 아키하루에게 우발적으로 보여줘버린 사고를 겪은 이후로 종교상의 이유에 따라 자신과의 혼인을 강요하기 시작하였다.
헤디에(일본어: ヘディエ, 영어: Hedyeh)
성우 - 토마츠 하루카
하쿠레이료 학원 고등부 2-A 상육과 소속 / 신장 165 쓰리 사이즈 B83 W56 H79
아이셰를 보좌하고 있는 소녀로 항상 아이셰를 돌보고 있다. 아이셰를 대신하여 아키하루를 협박하고 죽이려 하는 등 일본의 일반 상식에 있어서는 꽤나 많이 벗어난 행동을 취한다.
피나 스포름크란 에스트(일본어: ピナ スフォルムクラン エストー 영어: Pina Sformklan Estor)
성우 - 고토 마이
하쿠레이료 학원 중등부 3-B 소속 / 신장 143
북유럽의 작은 섬나라인 스폴 왕국에서 온 제1왕녀로 상육과만 존재하는 중등부에 소속되어 있다. 은발에 트윈 테일의 머리를 하고 있으며 머리 위에 티아라를 얹고 있는 모습이다. 애니메이션을 무척이나 좋아하는 오타쿠로 그 때문에 언행이 상당히 만화 틱한 것이 특징이다.
카자마츠리 토이치로(일본어: 風祭 灯一朗)
성우 - 카와다 신지
하쿠레이료 학원 고등부 1-A 상육과 소속 / 신장 182 체중 77
운동 신경은 발군이고 두뇌 또한 명석하지만 실은 나르시스트이다. 토이치로라는 이름은 가명으로 본명은 다이키치(大吉)이지만 본명을 싫어하지는 않고 스스로 모색해 찾아낸 일종의 '영혼의 이름'으로 보인다.

### 학원 내 종육과 학생
다이치 카오루(일본어: 大地 薫)
성우 - 쿠기미야 리에
하쿠레이료 학원 고등부 1-C 종육과 소속 / 신장 157 체중 42kg
아키하루의 룸 메이트로 남자처럼 행동하지만 실제로는 남장 여자다. 닌자 집안의 딸로 부친이 정한 진로에 반발하여 부친으로부터 스스로 진로를 결정하게 하는 조건으로 남장을 하여 하쿠레이료 학원을 졸업하기 위해 자신의 본 모습을 감추고 있다. 심각한 '빈유'로 아키하루는 자신의 알몸을 보고도 전혀 여자라는 것을 인식하지 못한다.
산케 미츠루(일본어: 三家 満)
성우 - 후지무라 아유미
하쿠레이료 학원 고등부 1-B 종육과 소속 / 신장 161 체중 46
나이에 비해 어려보이며 몸집이 작은 소년으로 상육과를 포함한 여학생들에게 인기가 많다. 친가가 여관을 운영하고 있기에 자신 또한 다림질이나 요리를 자랑으로 여기는 가정적인 성격을 가지고 있다.
토도로키 신고(일본어: 轟 慎吾)
성우 - 카와카미 타카후미
하쿠레이료 학원 고등부 1-B 종육과 소속 / 신장 171 체중 66
미츠루의 클래스메이트로 안경을 단순 장식용으로 착용하고 이바라키현 출신인데도 불구 의도적으로 칸사이 사투리를 사용하는 등 눈에 띄는 캐릭터를 의도적으로 만들려하는 남자이다. 종육과에 들어온 이유로 '미인의 아가씨들을 볼 수 있고 귀여운 메이드들한테도 마구 사랑받는 '낙원' '이라고 말하는 등 변태적인 성격을 보유하고 있지만 능력에 있어서는 상당히 뛰어난 것이 특징이다.
시키카가미 사나에(일본어: 四季鏡 早苗)
성우 - 코시미즈 아미
하쿠레이료 학원 고등부 1-A 종육과 소속 / 신장 164 쓰리 사이즈 B91 W62 H88
중등부까지는 언니인 사오리와 함께 상육과에 다니고 있었지만 자신의 집안이 몰락하면서 고등부부터는 종육과로 편입하게 된 소녀이다. 훌륭한 메이드가 되어 가족들을 부양하며 몰락한 집안을 다시 일으키려는 꿈을 가지고 있지만 실상은 언제나 실수를 연발하는 등 성과는 거의 오르지 않았다.

### 교직원
미캉(일본어: 深閑)
성우 - 사쿠마 쿠미
하쿠레이료 학원 고등부 종육과 교사장 겸 이사장 보좌 / 신장 171 쓰리 사이즈 B90 W58 H86
매우 유능한 하쿠레이료 학원의 종육과 교사로 텐조지 카에데를 보좌하는 역할을 하고 있다. 자신 또한 하쿠레이료 학원의 종육과 출신의 메이드로 재학 당시 이사장이었던 카에데의 할머니로부터 깊은 감명을 받아 사람을 보좌하는 일을 목표로 한 것이 지금의 교사가 된 계기이기도 하였다.
텐조지 카에데(일본어: 天壌慈 楓)
성우 - 이세 마리야
하쿠레이료 학원 이사장 겸 사무원 / 신장 151
가장 한가해보인다는 이유로 전 이사장으로부터 지명되어 사무원 겸임 이사장을 하고 있는 '난감한 어른 상'의 표본이다. BL계의 소설이나 게임을 좋아하는 부녀자로 업무 중에도 웹 서핑을 하는 일이 비일비재한 것이 특징이다. 오타쿠인 피나와는 사제의 입장을 넘어 친구 사이처럼 지내고 있다.

### 그 외 등장인물
히노 나츠메(일본어: 日野 棗)
신장 157 쓰리 사이즈 B77 W57 H79
아키하루의 사촌 누나로 아키하루와는 동갑이지만 출생일이 약간 빠르다. 돌아가신 부모님을 대신하여 아키하루를 양육하는 작은 아버지 부부의 딸로 평범한 여고생이다. 천진난만한 성격으로 학교에서의 인기는 높은 듯 하며 남학생으로부터 이따금 고백을 받기도 하지만 정작 자신은 첫사랑 상대인 아키하루를 한결같이 생각하고 있다.
사이쿄 미카코(일본어: 彩京 美佳子)
토모미의 어머니로 직업은 치과 의사이다. 딸과 성격이 매우 닮았으며 현재의 남편과는 치아 치료를 인연으로 재혼하였다.

## 도서 정보

### 소설
아스키 미디어 웍스에 의해 2006년 9월부터 일본에서 연재되기 시작하였으며, 대한민국에서는 디앤씨미디어가 자사의 브랜드인 L 노벨을 통해 2009년 11월 10일 1권을 시작으로 정식으로 수입하여 한국어로 번역 발간하고 있다.
- 제1권 - 1~3화
  - 일본 : 2006년 9월 10일 발매 / ISBN 9784840235597 {{isbn}}의 변수 오류: 유효하지 않은 ISBN.
  - 대한민국 : 2009년 11월 10일 발매 / ISBN 978-89-267-9021-2
- 제2권 - 4,5화 / 번외편 권말 특별 기획
  - 일본 : 2007년 1월 10일 발매 / ISBN 978-4-8402-3687-4
  - 대한민국 : 2009년 12월 10일 발매 / ISBN 978-89-267-9022-9
- 제3권 - 6~8화 / 권말 특별 기획
  - 일본 : 2007년 5월 10일 발매 / ISBN 978-4-8402-3841-0
  - 대한민국 : 2010년 1월 10일 발매 / ISBN 978-89-267-9027-4
- 제4권 - 9,10화 / 번외편  권말 특별 기획
  - 일본 : 2007년 8월 10일 발매 / ISBN 978-4-8402-3941-7
  - 대한민국 : 2010년 2월 10일 발매 / ISBN 978-89-267-9035-9
- 제5권 - 11~13화 / 권말 특별 기획
  - 일본 : 2007년 12월 10일 발매 / ISBN 978-4-8402-4121-2
  - 대한민국 : 2010년 3월 10일 발매 / ISBN 978-89-267-9041-0
- 제6권 - 14,15화 / 번외편
  - 일본 : 2008년 4월 10일 발매 / ISBN 978-4-04-867017-3
  - 대한민국 : 2010년 3월 10일 발매 / ISBN 978-89-267-9042-7
- 제7권 - 16~18화
  - 일본 : 2008년 9월 10일 발매 / ISBN 978-4-04-867017-3
  - 대한민국 : 2010년 5월 10일 발매 / ISBN 978-89-267-9056-4
- 제8권 - 19,20화 / 번외편
  - 일본 : 2009년 4월 10일 발매 / ISBN 978-4-04-867765-3
  - 대한민국 : 2010년 6월 10일 발매 / ISBN 978-89-267-9060-1
- 제9권 - 21~23화
  - 일본 : 2010년 1월 10일 발매 / ISBN 978-4-04-868274-9
  - 대한민국 : 2010 7월 10일 발매 / ISBN 978-89-267-9074-8
- 제10권 - 24,25화 / 번외편
  - 일본 : 2009년 9월 10일 발매 / ISBN 978-4-04-868011-0
  - 대한민국 : 2010년 8월 10일 발매 / ISBN 978-89-267-9081-6
- 제11권 - 26~28화
  - 일본 : 2010년 3월 10일 발매 / ISBN 978-4-04-868394-4
  - 대한민국 : 2010년 10월 10일 발매 (예정)

### 만화
네코야시키 네코마루에 의해 아스키 미디어 웍스의 잡지인 '전격 모에 왕'에 2008년 6월호부터 연재되기 시작하였으며 2009년 12월부터 1권을 시작으로 단행본이 출간되었다.
- 제1권 : 2009년 12월 18일 / ISBN 978-4-04-868296-1

## 드라마 CD
아스키 미디어 웍스로부터 2009년 8월 20일에 발매되었으며 재생 시간은 60분이다.

### 수록 내용
- 피나와 미미나의 오프닝 - 4분 48초
- 오디오 드라마 제1화 - 11분 57초
- 오디오 드라마 제2화 - 33분 22초
- 번외편 : 미캉의 '걱정되는 일상' - 6분 56초
- 오디오 드라마 제3화 - 11분 56초

## TV 애니메이션
XEBEC에 의해 총 12화로 제작되어 2010년 1월부터 3월까지 AT-X에서 방영되었다. 특히, 2008년에 방영된 카노콘 애니메이션의 제작에 참여했던 감독과 캐릭터 디자이너 등의 대다수의 스태프들이 제작에 참여하여 화제가 되기도 하였다.

### 주제가
오프닝 테마 - LOVE × HEAVEN
작사 - 하타 아키 / 작곡 - 타시로 토모카즈 / 편곡 - 안도 타카히로
노래 - 사이쿄 토모미(CV 카와스미 아야코) 세르니아 이오리 프레임하트(CV 나카하라 마이) 다이치 카오루(CV 쿠기미야 리에) 사키카가미 사나에(CV 코시미즈 아미)
엔딩 테마 - my starry boy
작사 - 코다마 사오리 / 작곡 - 코마츠 히로시 / 편곡 - 와타나베 카즈노리
노래 - 나카하라 마이

## 웹 라디오
TV 애니메이션 제작 착수에 즈음하여 2009년 9월 28일부터 애니메이션 공식 사이트로부터 방송되기 시작하였다. 메인 진행자로는 피나 스포름크란 에스트 배역의 고토 마이와 텐조지 카에데 배역의 이세 마리야가 담당하며 5회 방송까지는 격주 월요일 이후로는 매주 월요일마다 갱신되고 있다.